# Fantasy-Jahr 1963
Übersicht

◄◄ | ◄ | 1959 | 1960 | 1961 | 1962 | Fantasy-Jahr 1963 | 1964 | 1965 | 1966 | 1967 | ► | ►►

Weitere Ereignisse

## Neuerscheinungen Literatur
| Deutscher Titel | Deutschsprachiges Erscheinungsjahr | Originaltitel                                         | Autor           | Anmerkungen |
| --------------- | ---------------------------------- | ----------------------------------------------------- | --------------- | ----------- |
| Die Zeitkatze   | 1986                               | Time Cat: The Remarkable Journeys of Jason And Gareth | Lloyd Alexander |             |

## Neuerscheinungen Filme
| Deutscher Titel                  | Deutschsprachiges Erscheinungsjahr | Originaltitel           | Regie               | Anmerkungen |
| -------------------------------- | ---------------------------------- | ----------------------- | ------------------- | ----------- |
| Jason und die Argonauten         | 1963                               | Jason and the Argonauts | Don Chaffey         |             |
| Kapitän Sindbad                  | 1963                               | Captain Sindbad         | Byron Haskin        |             |
| Die Hexe und der Zauberer        | 1964                               | The Sword in the Stone  | Wolfgang Reitherman |             |
| Perseus – der Unbesiegbare       | 1964                               | Perseo l’invincibile    | Alberto De Martino  |             |
| Der Rabe – Duell der Zauberer    | 1980                               | The Raven               | Roger Corman        |             |
| Samson und die weißen Sklavinnen | 1965                               | Sansone contro i pirati | Tanio Boccia        |             |

## Geboren
- J. V. Jones
- Greg Keyes
- Garth Nix
- Nik Perumow
- Hadmar Wieser

## Gestorben
- C. S. Lewis (* 1898)